# Харан (город)
Харан (англ. Kharan) — город в провинции Белуджистан, Пакистан. Расположен в одноимённом округе. Население — 26 498 чел. (на 2010 год).

## Географическое положение
Харан расположен на высоте 692 метров над уровнем моря. Недалеко от города находится пустыня Харан.

## Демография
| 1998   | 2010   |
| ------ | ------ |
| 26 057 | 26 498 |